# 谌卓夫
谌卓夫（CHEN Zhuofu），湖南长沙人，中国男子羽毛球运动员。

## 簡歷
2011年，谌卓夫代表国家队參加亞洲青年羽毛球錦標賽，贏得團體賽冠軍及與熊芮合作贏得混合雙打比賽季軍。

## 主要比賽成績
只列出曾進入準決賽的國際賽事成績：
| 年份   | 賽事                 | 公開賽級別 | 項目     | 搭檔   | 成績 |
| ------ | -------------------- | ---------- | -------- | ------ | ---- |
| 2010年 | 世界青年羽毛球錦標賽 | 其他       | 混合團體 | －     | 金牌 |
| 2011年 | 亞洲青年羽毛球錦標賽 | 其他       | 混合團體 | －     | 金牌 |
| 2011年 | 亞洲青年羽毛球錦標賽 | 其他       | 混合雙打 | 熊芮   | 銅牌 |
| 2014年 | 亞洲羽毛球錦標賽     | 其他       | 男子雙打 | 史龙飞 | 銅牌 |

| 2007-2017年 | 首要超級賽 | 超級賽 | 黃金大獎賽 | 大獎賽 | 國際挑戰賽 | 國際系列賽 | 未來系列賽 | 其他 |

| 2018-2026年 | 總決賽 | 超級1000賽 | 超級750賽 | 超級500賽 | 超級300賽 | 超級100賽 | 國際挑戰賽 | 國際系列賽 | 未來系列賽 | 其他 |